# Hesse (Fleisch)

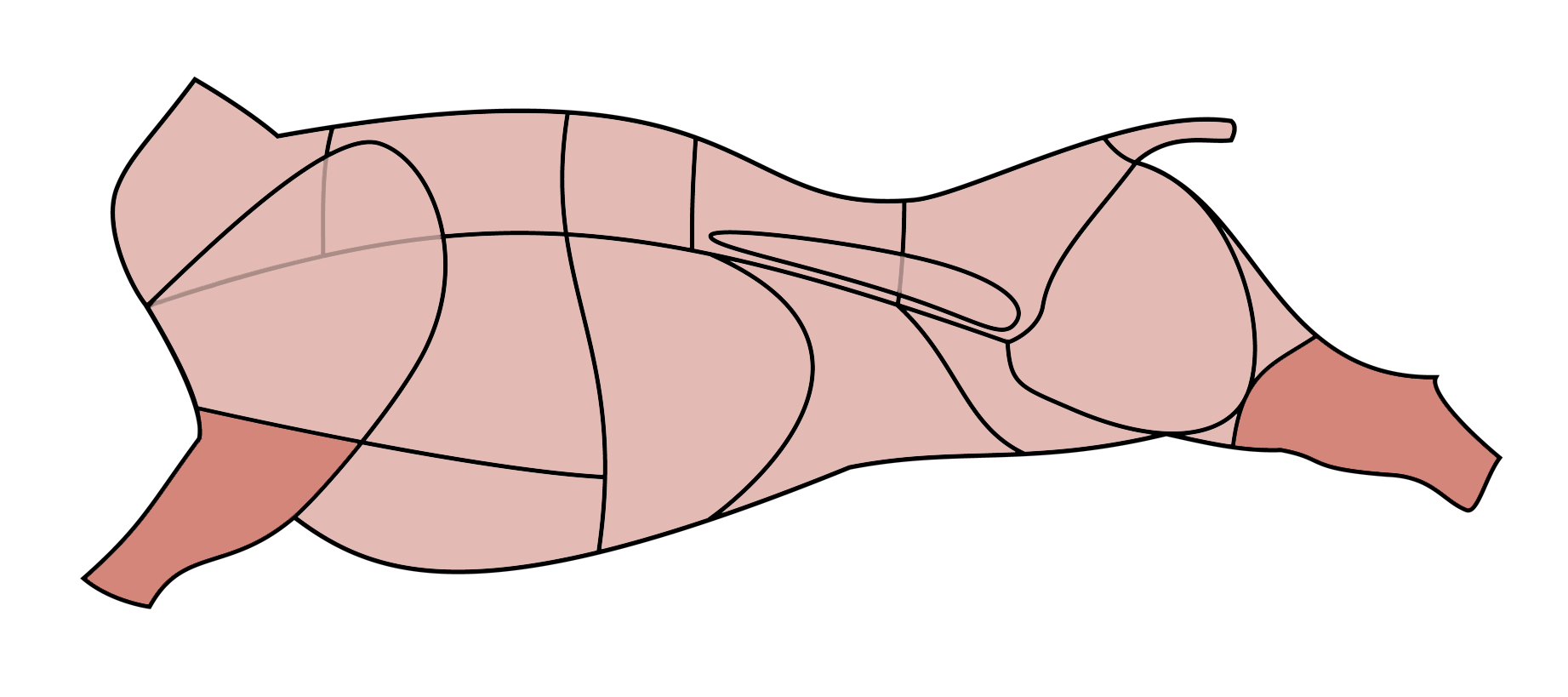
Rinderhesse

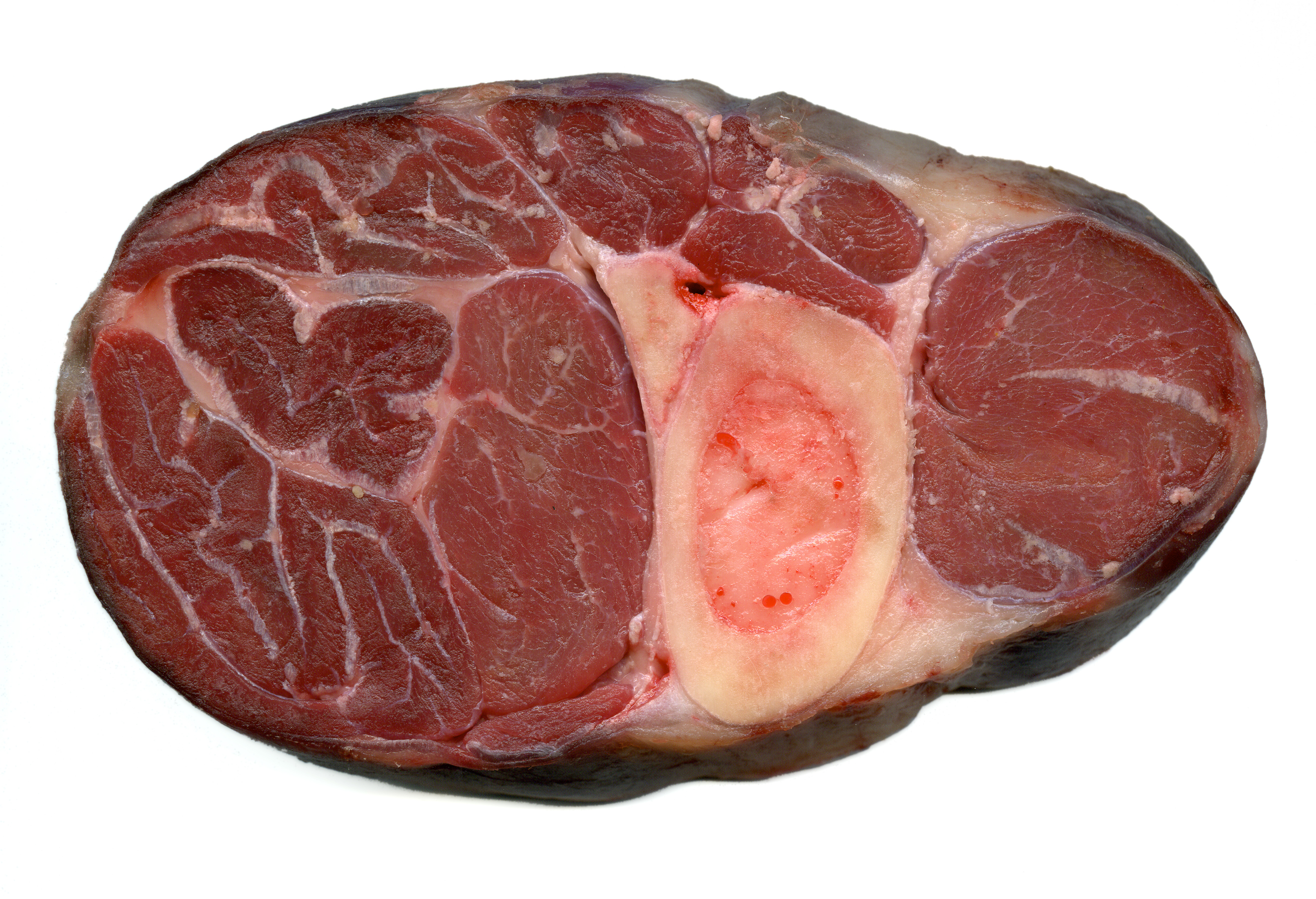
Beinscheibe vom Rind

Als Hesse oder Wade, österreichisch Wadschunken (synonym auch Wadschinken), werden Teile des Unterschenkels vom Rind und Kalb bezeichnet (letztere meist als Kalbshachse oder -haxe). Die zur Hinterkeule gehörende Hesse ist größer und hat einen höheren Fleischanteil als die Vorderkeule.
Das Fleisch der Hesse ist langfaserig und stark von Bindegewebe durchzogen – daher muss es lange geschmort oder gekocht werden, wird dann aber besonders aromatisch und zart. Die dabei freigesetzte Gelatine bindet zugleich die Garflüssigkeit.
Rinderhesse wird meist als Beinscheibe (quer zum Knochen geschnitten) als hochwertiges Suppenfleisch angeboten, das noch den zentralen Röhrenknochen mit Knochenmark enthält. Ausgebeint ist vor allem das Fleisch der hinteren Wade für Rindsgulasch und andere Ragouts besonders geeignet. Die Hesse vom Kalb wird meist entweder im Ganzen gebraten (z. B. bayerische Kalbshaxe) oder als Beinscheibe geschmort (z. B. bei Ossobuco).